# Karl-Johan Johnsson
Karl-Johan Johnsson (Ränneslöv, 28 de janeiro de 1990) é um futebolista sueco que atua como goleiro. Atualmente, joga pelo Strasbourg.

## Carreira
Karl-Johan Johnsson começou a carreira no Halmstads BK.